# Здание, в котором была провозглашена Советская власть
Здание, в котором была провозглашена Советская власть — особняк в исторической части Каменска-Уральского, Свердловской области.
Постановлением Правительства Свердловской области № 859-ПП от 28 декабря 2001 года присвоен статус памятника архитектуры регионального значения.

## Архитектура
Кирпичное одноэтажное здание на низком цоколе расположено в границах исторически сложившейся части города в квартале с плотной застройкой. Этот район активно застраивался жилыми и торговыми домами в течение второй половины XIX в.. Главным северным фасадом выходит на красную линию улицы Ленина и вместе с поставленной справа одноэтажной кирпичной лавкой формирует единый фасадный фронт.
Ритм часто расставленных окон определяется их симметричной группировкой. Крупные высокие окна с лучковой перемычкой, украшенные нарядными наличниками с удлиненным книзу обрамлением и сложным по форме венчанием придают дому особую торжественность. Лопатки на углах фасада и в простенках между окнами декорированы фигурной узорной выкладкой из кирпича.
Венчающий фасад многообломный карниз с зубчиками раскрепован лопатками.
Первоначальная симметричная композиция восточного торцового фасада с шестью равномерно расставленными окнами искажена прорубленным в центральной части дверным проемом и поставленным перед ним высоким тесовым крыльцом в шесть ступеней с перилами на четырех столбах и односкатной кровлей. На всех дворовых фасадах окна оформлены значительно скромнее уличных. Окна обрамляют рамочные наличники с «ушами» и сандрики-бровки.
На главном фасаде прикреплена мемориальная доска, изготовленная из мрамора. На ней высечена надпись: «В этом здании в 1917 году была провозглашена советская власть». Размер доски — 50х50 см, подпись покрыта бронзовой краской.